# Милорадович, Дмитрий Николаевич
Дми́трий Никола́евич Милора́дович (1869 — после 1917) — русский морской офицер и общественный деятель, член II Государственной думы от Полтавской губернии.

## Биография

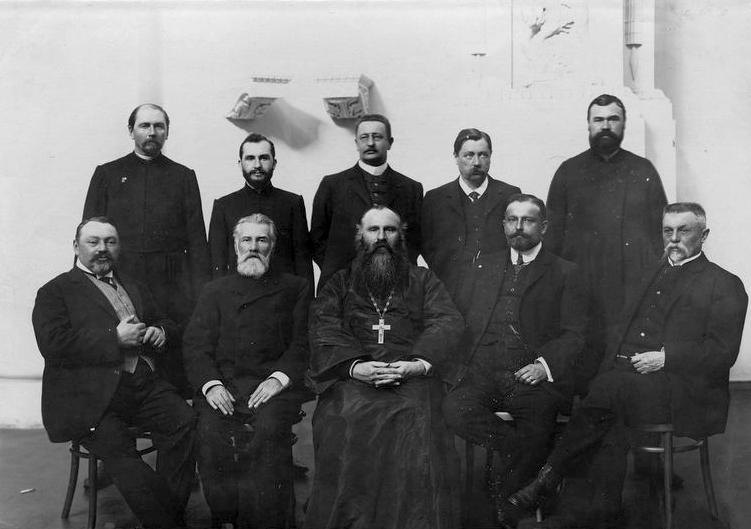
Депутаты Государственной думы II созыва от Полтавской губернии. Стоят: Власенко А. Ф., Дубовик К. А., Милорадович Д. Н., Лукашевич С. В., Черненко Т. Г.; сидят: Булюбаш В. И., Павлов П. П., Пирский Н. В., Маслянников В. В., Шкларевич П. Д.

Из потомственных дворян Полтавской губернии. Землевладелец Кременчугского уезда (1750 десятин). Сын действительного статского советника Николая Дмитриевича Милорадовича (1833—1901) и жены его Елены Григорьевны Щербаковой (1843—1903).
Образование получил в Морском училище, по окончании которого в 1887 году был произведен из гардемаринов в мичманы. Совершил кругосветное плавание на клипере «Джигит», сопровождал цесаревича Николая во время его Восточного путешествия. В 1893 году вышел в запас в чине мичмана.
В 1893—1901 годах был земским начальником 1-го, а затем 4-го участка Кременчугского уезда. Избирался гласным Кременчугского уездного и Полтавского губернского земских собраний, председателем Кременчугской уездной земской управы (1901—1910), вторым кандидатом к уездному предводителю дворянства (1903—1909), а также почетным мировым судьей по Кременчугскому уезду (1906—1916). Стал основателем и первым председателем Товарищества сельских хозяев Полтавской губернии, а также Кременчугского бюро коннозаводства Полтавского общества сельского хозяйства. Кроме того, состоял членом попечительского совета Кременчугской женской гимназии.
В феврале 1907 года был избран членом II Государственной думы от Полтавской губернии. Входил во фракцию октябристов и группу правых и умеренных. Состоял членом комиссий: аграрной, продовольственной и по запросам.
После роспуска Думы вернулся к земской деятельности в родной губернии. Дослужился до чина статского советника. Возглавлял кременчугский отдел Всероссийского национального союза. Судьба после 1917 года неизвестна.

## Семья
С 1898 года был женат на Марии Михайловне Сухотиной (1878—?). Их сыновья:
- Кирилл (1900—1959), окончил Полтавский кадетский корпус (1918), во ВСЮР и Русской армии — кадет Морского корпуса. Эвакуировался в Бизерту с Русской эскадрой. Окончил Морской корпус в 1922 году, корабельный гардемарин. В эмиграции во Франции. Умер в Париже, похоронен на кладбище Сент-Женевьев-де-Буа. Был женат на Зинаиде Евгеньевне Фену (1907—1959).[3]
- Николай (1899—?)